# Beaman (Iowa)
Beaman es una ciudad situada en el condado de Grundy, en el estado de Iowa, Estados Unidos. Según el censo de 2000 tenía una población de 210 habitantes.

## Geografía
Según la Oficina del Censo de los Estados Unidos, la localidad tiene un área total de 0,50 km², de los cuales 0,48 km² corresponden a tierra firme y el restante 0,02 km² a agua, que representa el 4,08% de la superficie total de la localidad.

## Demografía
Según el censo de 2000, había 210 personas, 86 hogares y 58 familias residiendo en la localidad. La densidad de población era de 439,39 hab./km². Había 88 viviendas con una densidad media de 188,8 viviendas/km². El 99,52% de los habitantes eran blancos y el 0,48% amerindios.
Según el censo, de los 734 hogares, en el 33,7% había menores de 18 años, el 54,7% pertenecía a parejas casadas, el 8,1% tenía a una mujer como cabeza de familia, y el 31,4% no eran familias. El 26,7% de los hogares estaba compuesto por un único individuo, y el 8,1% pertenecía a alguien mayor de 65 años viviendo solo. El tamaño promedio de los hogares era de 2,44 personas, y el de las familias de 2,93.
La población estaba distribuida en un 29,0% de habitantes menores de 18 años, un 8,1% entre 18 y 24 años, un 29,5% de 25 a 44, un 17,1% de 45 a 64, y un 16,2% de 65 años o mayores. La media de edad era 36 años. Por cada 100 mujeres había 103,9 hombres. Por cada 100 mujeres de 18 años o más, había 106,9 hombres.
Los ingresos medios por hogar en la localidad eran de 45.750 dólares ($), y los ingresos medios por familia eran 46.500 $. Los hombres tenían unos ingresos medios de 31.964 $ frente a los 21.042 $ para las mujeres. La renta per cápita para la ciudad era de 18.960 $. El 0,5% de la población estaba por debajo del umbral de pobreza. 